# Schmetterlingsschwert

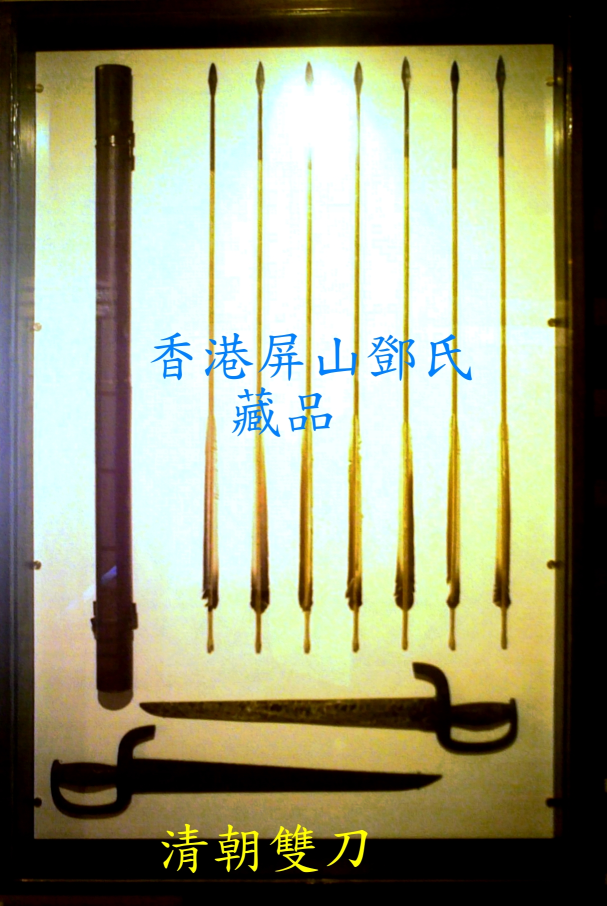
Historische „Doppelschwerter“ zur Qing-Zeit – 清朝雙刀 (unten), Tang-Klan in Ping Shan Hongkong

Das Schmetterlingsschwert, auch Schmetterlingsmesser (chinesisch 蝴蝶刀, Pinyin Húdiédāo, Jyutping Wu4dip1dou1, kantonesisch Wu Dip Do, kurz von 蝴蝶雙刀 / 蝴蝶双刀,  Húdié Shuāngdāo, Jyutping Wu4dip1 Soeng1dou1, kantonesisch Wu Dip Seung Do), ist ein einschneidiges paarweise geführtes chinesisches Kurzschwert bzw. Dao. Diese Waffe stammt aus Südchina und ist eine typische Waffe der südchinesischen Kampfkunstschule. Jedoch findet sie vereinzelt auch in der nordchinesischen Kampfkunstschule Anwendung. Heute sind sie fester Bestandteil chinesischer Tradition und gehören zu den klassischen Waffen in vielen Kung-Fu-Stilen, insbesondere in Wing Chun.

## Bezeichnung
Die ursprüngliche Bezeichnung des Schmetterlingsschwerts im Chinesischen (genauer Hochchinesisch) ist Hudie Shuangdao bzw. nach der kantonesischen Aussprache Wu Dip Seung Do (蝴蝶双刀) und wird korrekterweise als „Schmetterling-Doppelschwert“ bzw. „Schmetterling-Doppelmesser“ übersetzt. Der chinesische Begriff Dao (刀) beschreibt fachlich ein Schneidwerkzeug mit meist einschneidiger Klinge, ungeachtet dessen äußerlicher Form – „geschwungen“ oder „gerade“ – und Klingenlänge. Die sprachliche Übersetzung von Dāo ist sowohl mit dem Begriff Schwert als auch Messer korrekt. Waffentechnisch beschreibt der Begriff Shuangdao, wörtlich Doppelmesser, Doppelschwerter (双刀), fachlich am nächsten diese Klingenwaffe. Manchmal wird diese Blankwaffe auch als „Buddhahand-Messer“ bzw. „Buddhahand-Schwert“ (佛掌刀) bezeichnet. Nicht zu verwechseln ist die Bezeichnung der Form Bazhandao – Hochchinesisch – bzw. Bart Cham Do, Pa Cham Do – Kantonesisch – (八斩刀), etwa „Achtschnitttechnik-Messer-Form“, eine Waffenform zur Übung der Führung und Technik mit der Blankwaffe selbst.

## Aussehen
Das Schmetterlingsschwert ist ein Kurzschwert mit breiter einschneidiger Klinge. Diese hat etwa die Länge eines Unterarms und ist ungefähr 10 cm hoch. Das Heft ist von einem Parierbügel umgeben. Rückseitig der Klingen verläuft der Bügel zu einem Haken ähnlich der Parierstange eines Sais, auch Saigabel genannt. Daher wird es im Chinesischen auch als Shuangchadao, wörtlich „Doppelgabel-Messer“ bzw. „Doppelgabel-Schwert“ (双叉刀), bezeichnet. Je nach Einsatzzweck und Epoche können sich Klingenlänge stark unterscheiden. (vgl. hist. Waffen)
Die Form der Waffe ist häufig dem jeweiligen Kung-Fu-Stil angepasst. Häufig ist sie nur als Hiebwaffe konzipiert und die Klinge besitzt nur einen mäßig spitzen Ort. Frühere Ausführungen betonten häufig den defensiven Charakter der Waffe und waren nur zur Hälfte geschärft. Die Fehlschärfe reichte dabei bis zur Mitte der Klinge.

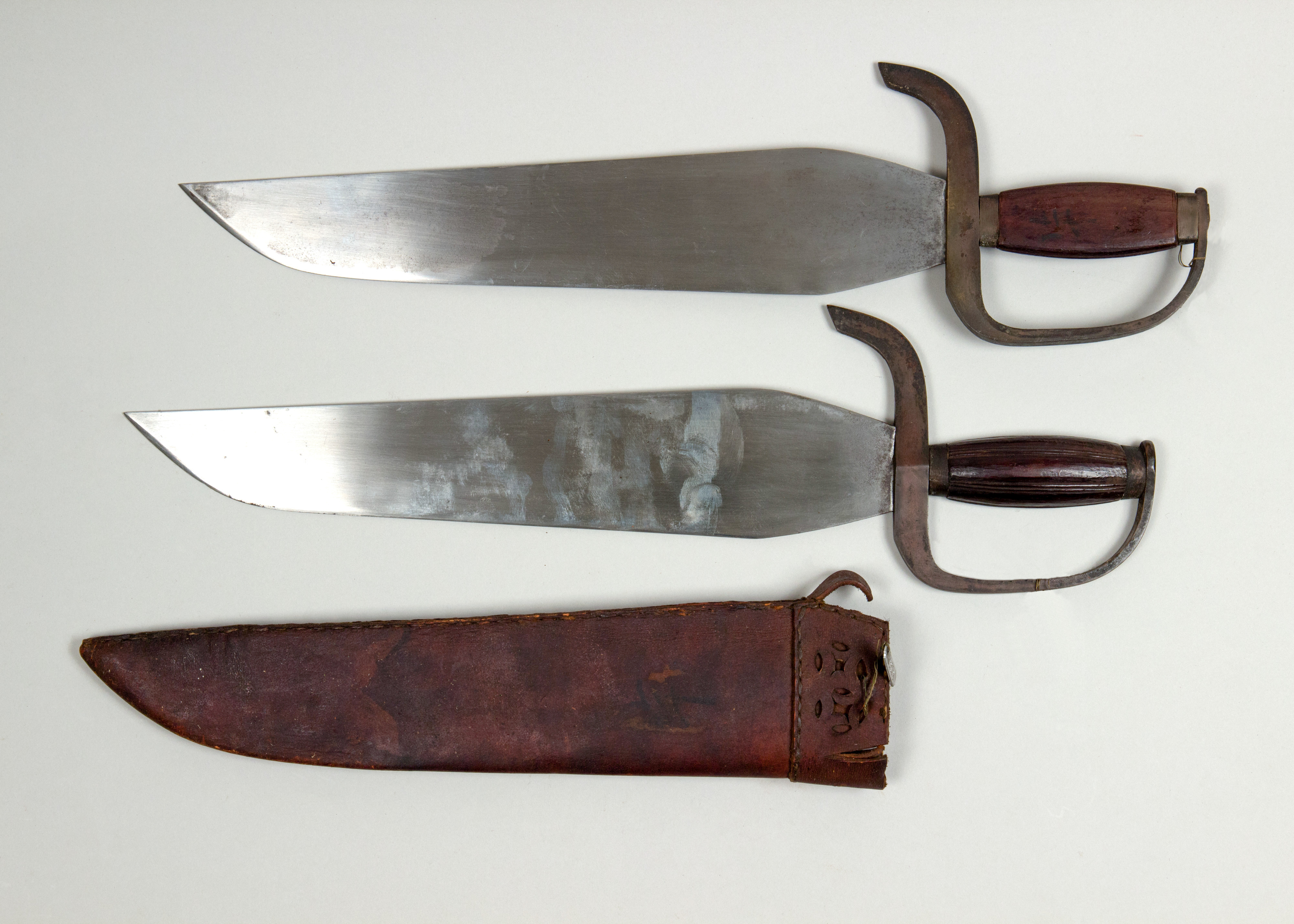
Historisch kurze Schmetterlingsschwerter
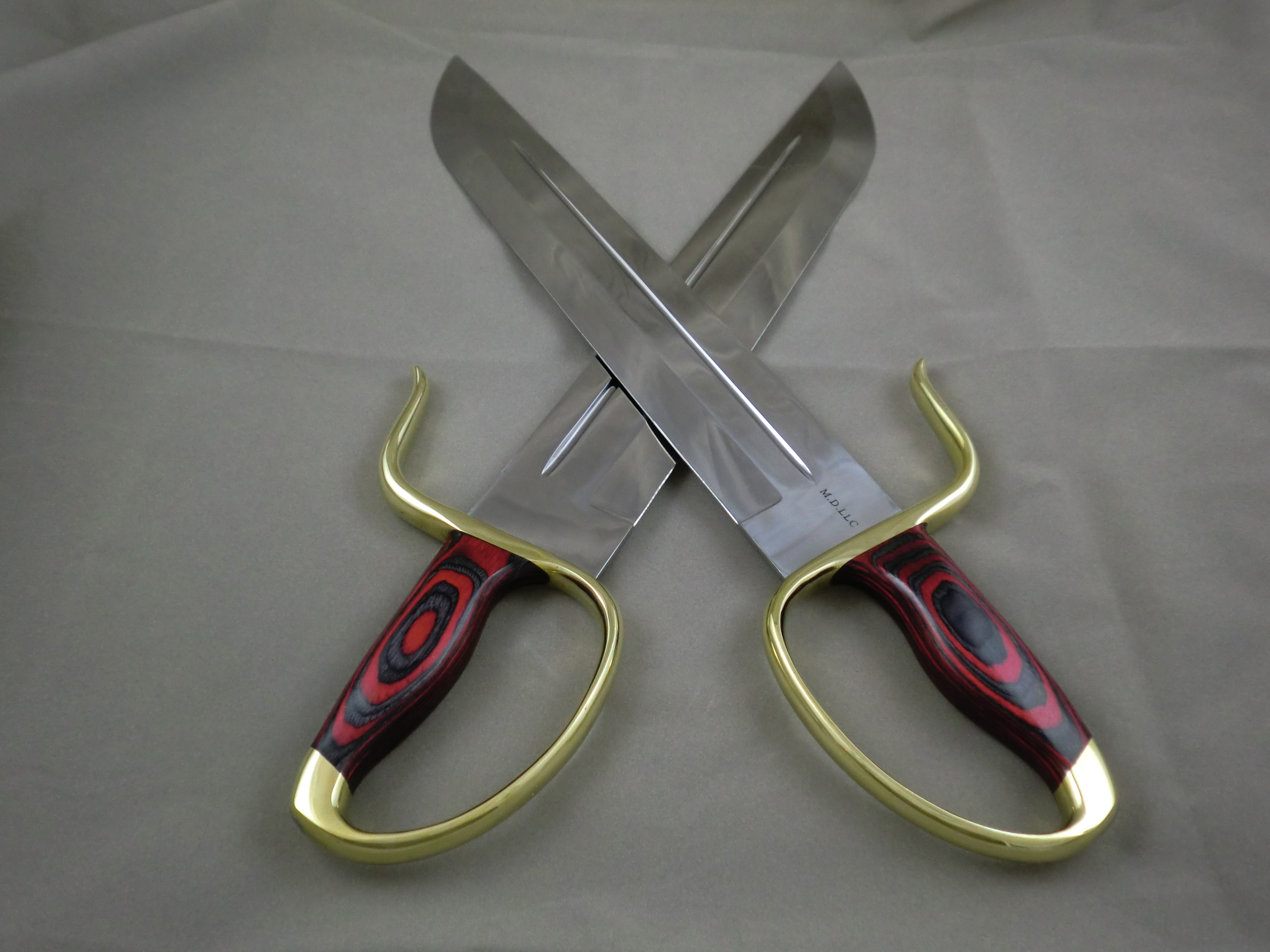
Moderne Schmetterlingsschwerter
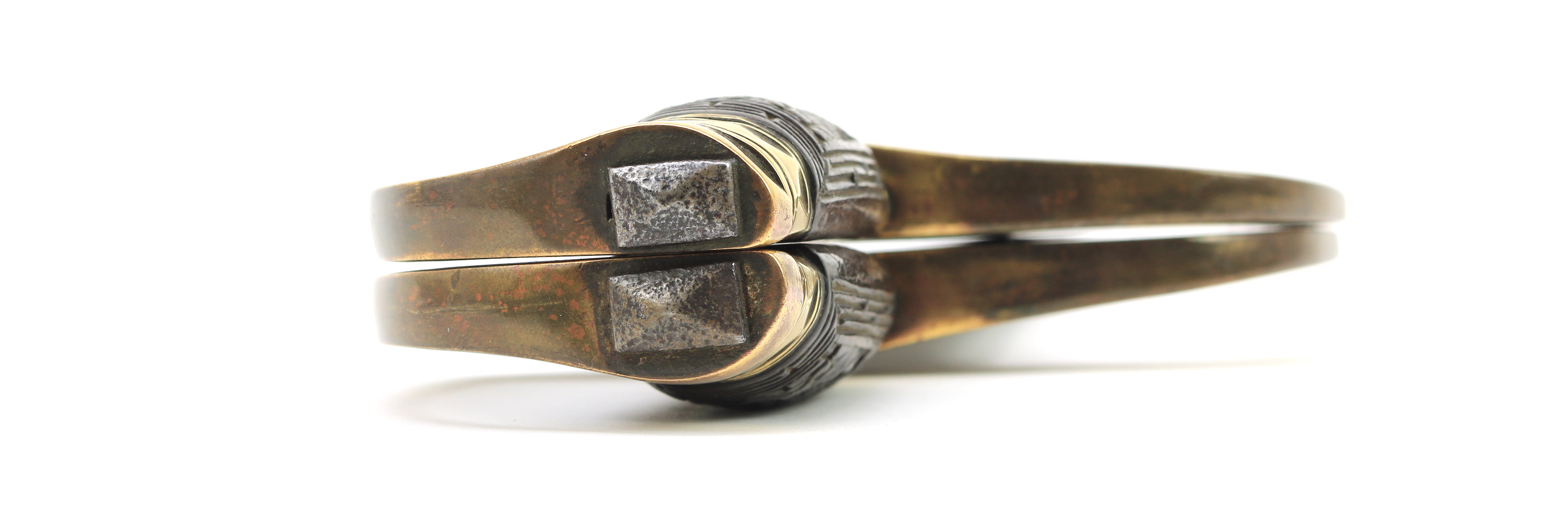
Heft und Parierbügel der Schmetterlingsschwerter

## Verwendung
Schmetterlingsschwerter werden typischerweise paarweise getragen. Sie sind als Defensivwaffen konzipiert und viele Techniken enthalten sehr körpernahe Bewegungen. Daher ist die Länge der Klinge für den Waffennutzer entscheidend und muss dem Unterarm des Trägers entsprechen. Eine zu kurze Klinge bietet nicht genügend Schutz und eine zu lange Klinge kann dem Träger selbst Verletzungen zufügen. Die zu einem Haken geformte Parierstange dient zum Abblocken und Fangen der gegnerischen Waffe. In einigen Kampfstilen ist der Haken breiter, so dass er auch als zusätzlicher Griff verwendet werden kann.